# کولونگا مورده
کولونگا مورده (به لهستانی:  Kolonia Mordy) یک روستا در لهستان است که در گمینا مورده واقع شده‌است.
 کولونگا مورده  ۴۰ نفر جمعیت دارد.